# 비미스역
비미스역(독일어: Bahnhof Wimmis)은 스위스 베른주에 있는 비미스 지자체에 있는 역이다. 슈피츠-츠바이지멘선의 중간 정류장이며, 지역 열차가 운행된다.

## 운행편
다음 서비스는 비미스에서 정차한다.
- 레기오익스프레스 : 하루에 8편의 열차가 츠바이지멘과 슈피츠까지 운행하며, 슈피츠에서 인터라켄 동역까지 4편의 열차가 계속 운행된다.
- 레기오 : 츠바이지멘 및 베른까지 매시간 운행